# Pektin
Pektin (græsk: πηκτός – pektós = "fast, koaguleret") er et højmolekylært polysakkarid, opbygget af forskellige monosakkarider, især D-galakturoninsyre. Det forekommer i plantecellevægges midtlameller og kan forgæres af visse bakterier. Umodne æbler, stikkelsbær, tang og skallerne af citrusfrugter har et højt indhold af pektiner, der i varmt vand danner en opløsning, som størkner ved afkøling; dette udnyttes ved fremstilling af frugtgelé. Pektiner udvindes industrielt og sælges flydende eller i pulverform som gelatineringsmiddel.
Pektin nedbrydes i tarmene af mikrober. Pektin er en vigtig bestanddel for tarmenes funktion.
Pektin i frugt forlænger den tid, kulhydrater tager til at blive optaget i blodet og stabiliserer og forhindrer dermed for højt blodsukkerniveau. I modsætning til f.eks. hvidt sukker, der omgående bliver optaget i blodet og der medfører et højt sukkerniveau, som kroppen omdanner til fedt.
Danmark har en stor produktion af pektin på bl.a. virksomheden CP Kelco (Københavns Pektinfabrik), som ligger i Lille Skensved ved Køge.
98 % af fabrikkens produktion eksporteres, og fabrikken er verdens største af sin slags og producerer både LM- og HM-pektin af citrustrester.
 Der er for få eller ingen kildehenvisninger i denne artikel, hvilket er et problem. Du kan hjælpe ved at angive troværdige kilder til de påstande, som fremføres i artiklen.

| Kemi | Spire Denne artikel om kemi er en spire som bør udbygges. Du er velkommen til at hjælpe Wikipedia ved at udvide den. |